# Jarra West
Jarra West ist einer von 35 Distrikten – der zweithöchsten Ebene der Verwaltungsgliederung – im westafrikanischen Staat Gambia. Es ist einer von sechs Distrikten in der Lower River Region.
Nach einer Berechnung von 2013 leben dort etwa 26.921 Einwohner, das Ergebnis der letzten veröffentlichten Volkszählung von 2003 betrug 24.416.
Der Name ist von Jarra abgeleitet, einem ehemaligen kleinen Reich.

## Ortschaften
Die zehn größten Orte sind:
- Soma, 10.707
- Sankwia, 1982
- Toniataba, 1900
- Kani Kunda, 1490
- Karantaba, 1485
- Si Kunda, 1455
- Jenoi, 1358
- Jiffin, 789
- Diganteh, 759
- Missira, 710

## Bevölkerung
Nach einer Erhebung von 1993 (damalige Volkszählung) stellt die größte Bevölkerungsgruppe die der Mandinka mit einem Anteil von rund sieben Zehnteln, gefolgt von den Fula und den Wolof. Die Verteilung im Detail: 71,4 % Mandinka, 19,1 % Fula, 3,6 % Wolof, 1,8 % Jola, 1,6 % Serahule, 0,5 % Serer, 0 % Aku, 0,6 % Manjago, 0,2 % Bambara und 1,1 % andere Ethnien.